# 布魯克林下城
布魯克林下城是美国纽约继曼哈頓中城和曼哈顿下城之后第三大的中央商务区。它位于布鲁克林行政區的西北部。这个区里有一些著名的办公楼和居民楼如威廉斯堡储蓄银行大楼和都會科技中心办公中心。
自从2004年布魯克林下城重新分区后这里不断变化，私人向区内投资90亿美元，政府和国家投资3亿美元改善当地的公共设施。布魯克林下城是一个不断发展的教育中心。2017年纽约大学宣布将投资5亿美元修新和扩展纽约大学坦登工程学院及其周边位于布魯克林下城的校园。
布魯克林下城属于布魯克林第2区，它的主要邮政编码为11201和11217。纽约市警察局第84警区负责布魯克林下城的治安。

## 历史

### 早期发展

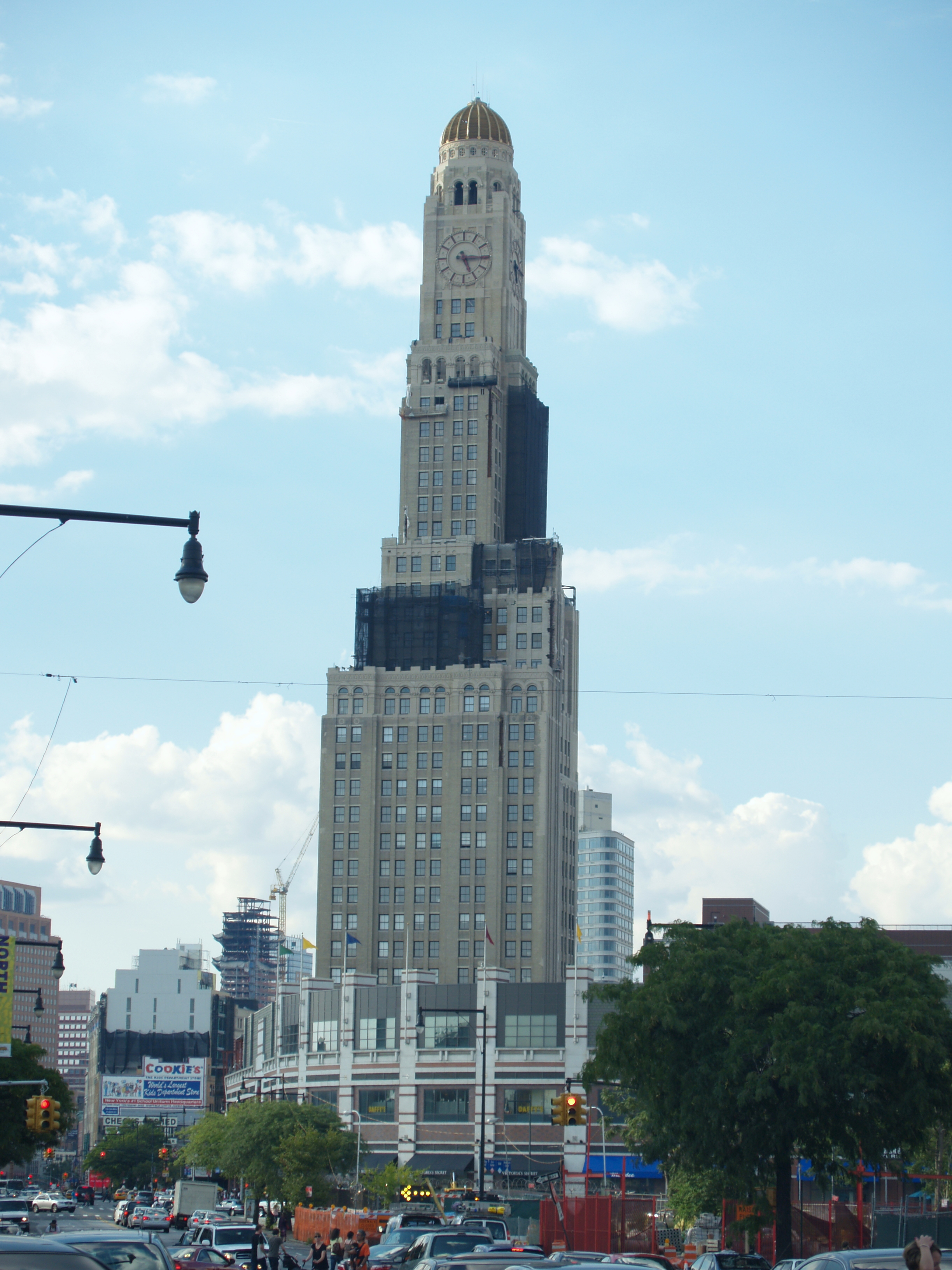
布魯克林下城的地标之一威廉斯堡储蓄银行大楼

到17世纪为止美國原住民中的莱纳佩人居住在这个地区。这个时候荷兰人到达并取得对当地的控制，布鲁克林这个名称就是从荷兰人来的。原住民把临水的区域出卖给荷兰人，荷兰人在当地从事农业。到1814年为止今天的布魯克林下城和布鲁克林高地地区人烟稀少。罗伯特·富尔顿开设的新的蒸汽摆渡船服务使得从布鲁克林到曼哈顿下城的通勤大大方便。布鲁克林高地成为曼哈顿的第一个郊區，布魯克林下城成为这个郊区的商贸中心，也成为布鲁克林市的中心。
在纽约就奴隶制问题上模棱两可时许多著名的废奴运动人士住在布鲁克林。1850和1860年代里许多布鲁克林的教会积极反对奴隶制，其中一些是地下鐵路的安全屋。沃尔特·惠特曼住在今天的布魯克林下城时因为他支持威尔莫特但书被《布鲁克林之鹰》（Brooklyn Eagle）解除记者合同。一些估计当年作为安全屋的建筑遗存至今。
19世纪中纽约港的发展导致航海业也传播到布魯克林市，许多本来作为其它用处建造的房屋被当作仓库和工厂使用。布魯克林大橋和曼哈頓大橋大桥建成后工业进一步发展。那个时期留下的建筑包括1915年建造的史派里公司建筑，今天是纽约市立理工大学的建筑。布魯克林大橋有轨电车添加了新的交通基础设施。

### 20世纪

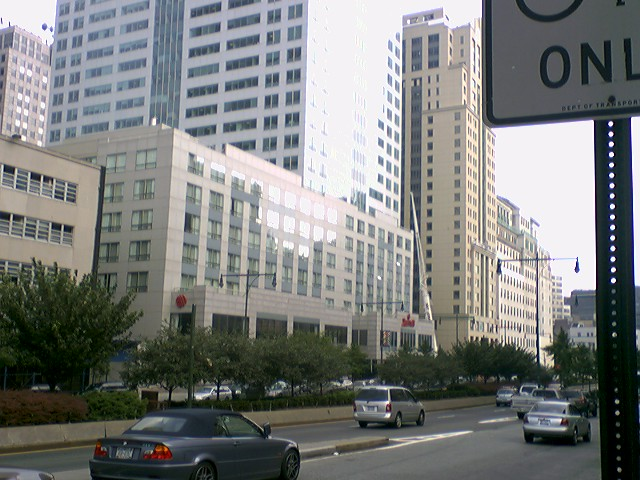
布魯克林下城的一个重要路口是亚当街与布魯克林大桥街的交叉口

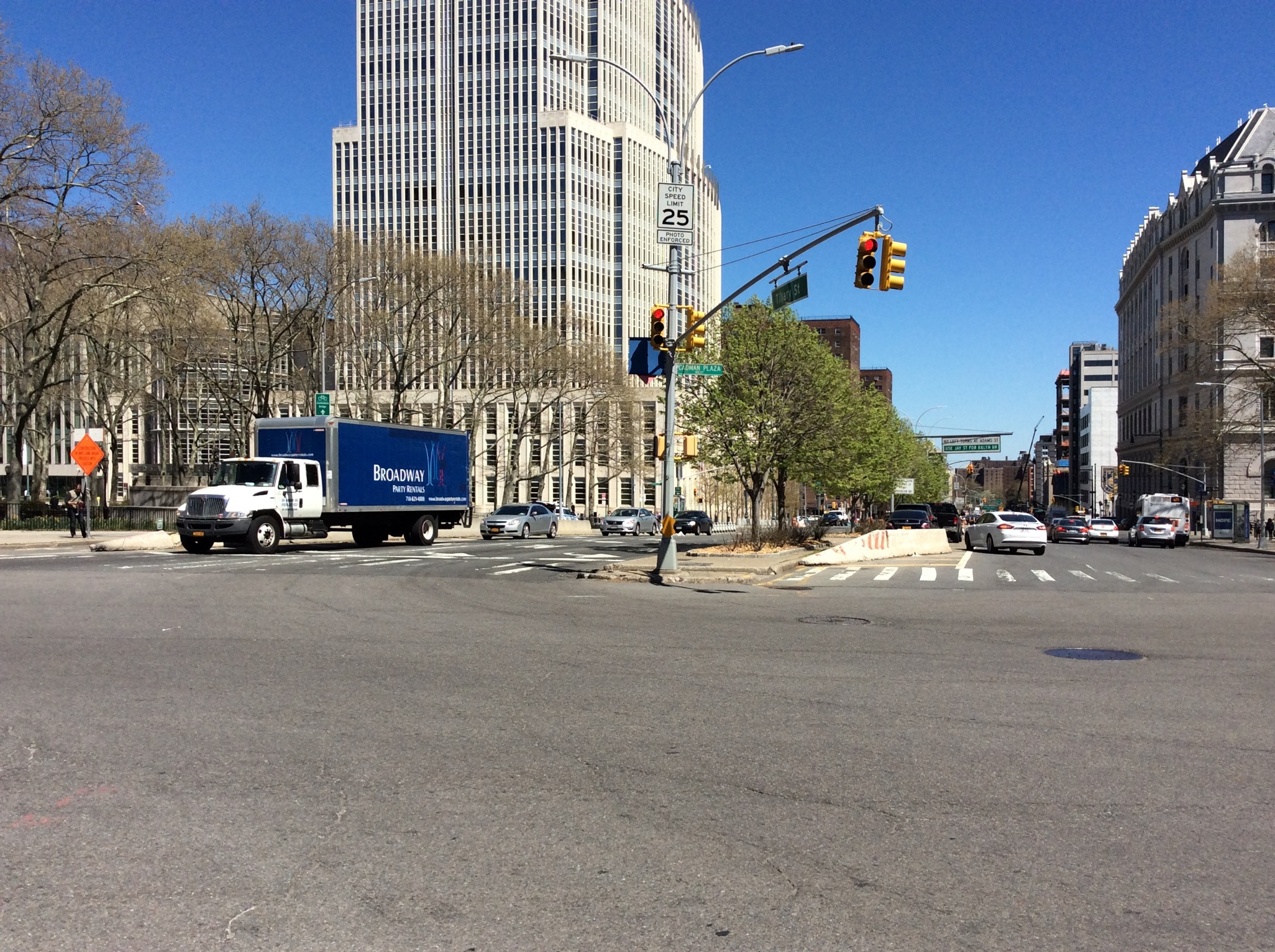
Tillary街是另一条主街

第二次世界大战后纽约市计划局和市区的市长办公室一起规划了一个雄心勃勃的发展计划。计划包括建筑新建筑和州政府机构，大大开阔街道的宽度以及在周边地区建造新房屋。8年后的一份调查报告突出了当时已经达到的成果，尤其强调了被扩展的亚当街，与被现代化的布鲁克林大桥一起它为布魯克林下城创建了一条旷阔的长街。
1960年代末美国城市的改变在布魯克林下城引起抗议和反对，他们怕这些改变会摧毁市区的中央商务区。1969年一个新计划推出，纽约计划局在其报告中说“布魯克林下城的经济对布鲁克林区极其重要，对整个都市地区有重要性。”从布魯克林下城的重要角色以及被确定的问题出发该计划很乐观可以通过公共和私有投资刺激办公和商业建筑的建造。1971年一幢23层楼高的私人建造的办公楼建成。与此同时布鲁克林音乐学院（BAM）的成效超过预计，使得这个文化设施成为一个重要的标志性设施，而且在此后的数十年里它的重要性还不断提高。
1970年代中布魯克林下城与纽约的其它地区一样收到金融危机冲击，1977年新选的市长因此开始采纳强烈发展措施来恢复布魯克林下城。他确定需要在曼哈顿和纽约的其它市区之间投资。1983年当地的地区计划组织报告被发表。根据这份报告由于布魯克林下城直接濒临曼哈顿下城（通过地铁甚至离曼哈顿中城更近）它有可能成为纽约第3大的商务中心。它也可能成为一个高科技地区和一个新的居民区。1980年州街房屋被列入國家史蹟名錄。

### 重新分区
历史上布魯克林下城主要是一个行政和商务中心，住房开发比较少。居民建筑包括一些沿列温斯顿街的建筑以及在布鲁克林高地和丹波区边界地区亚当街上7座15层楼宿舍楼。

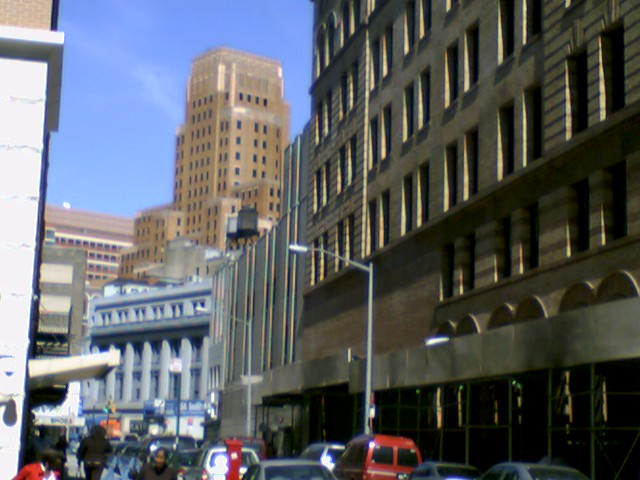
布魯克林下城的劳伦斯街

2004年布魯克林下城重新分区来提高其居民密度，当地建造了新的宿舍大厦、房屋，有些老建筑被改建为办公楼。总共计划在布魯克林下城建造1.4万套房。2007年11月7日纽约太阳报报道布魯克林下城成为一个24/7社群，预言在此后5年里市区内会有3.5万名居民。据纽约太阳报报道从2008年1月开始居民开始搬进新居民宿舍
纽约市计划局批准了另一个重要的布魯克林下城重新分区的计划，按照这个计划包括富尔顿购物中心的地区会大量扩建办公室和一层楼零售面积。重新分区包括“分区地图、分区文字更改、新的公共区域、对步行区域和公共交通的改善、市区更新、街道地图。”城市计划也试图改善布魯克林下城与周边市区的交通。
布魯克林下城的重新分区使得其周边的市区高档化。2004年重新分区后市区内开始建造负担得起的宿舍。2014年建造了420套负担得起的宿舍。宿舍数量的提高也改善了布魯克林下城经济的其它方面，从2004年开始旅社工业的收入增加了3倍。

有些高档化变化受到争议。2007年市政府通过土地征收购买了Duffiled街223号到235号的房屋，这些老建筑被拆除，目的是建造500间新的旅店房间、1000套混合收入宿舍、50万多平方英尺零售面积和至少12.5万平方英尺新办公面积，但是实际上只有231号被拆除改建旅店。虽然如此历史学家抗议拆除这些在南北战争时期对废奴主义有意义的历史建筑。

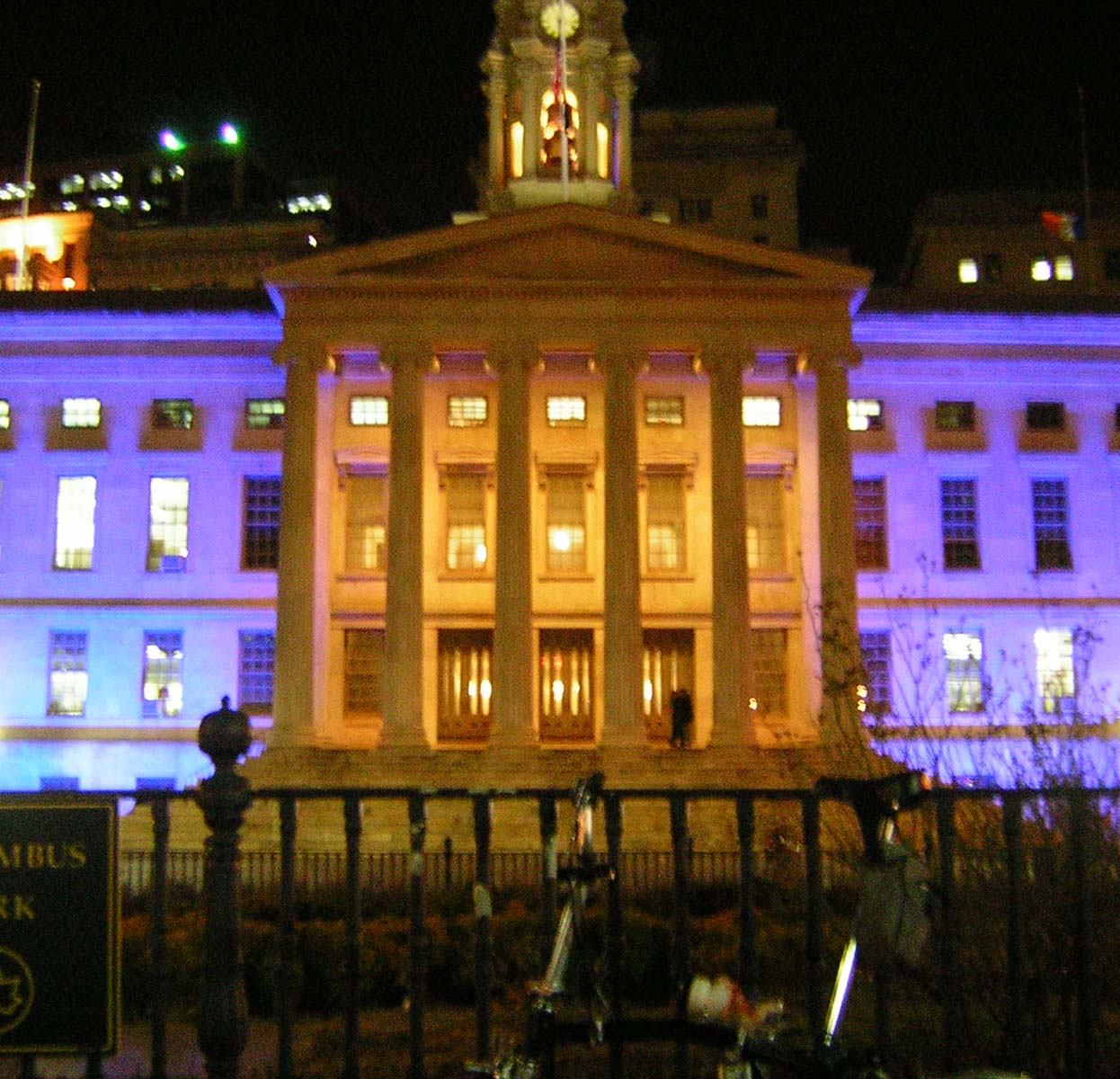
点节日彩灯的布魯克林區政廳

## 大致构成
布魯克林下城是原布鲁克林市的民政和经济下城中心。2010年它有260万居民。
区内有布魯克林區政廳、布鲁克林市政大楼、布鲁克林区纽约州法院和美国纽约东区联邦地区法院的西奧多·羅斯福合眾國法院大樓。
区内的学校包括布鲁克林技术高校、布鲁克林朋友学校、拉夫林主教纪念高校、圣弗朗西斯学院、圣约瑟夫大学、布鲁克林法学院、纽约大学的坦登工程學院、城市科学和发展中心、纽约市技术学院和长岛大学的布鲁克林校园。
区内的名胜包括富尔顿购物中心、城市焦点（City Point Brooklyn）商住综合体、布鲁克林音乐学院、紐約交通博物館和巴克萊中心。
在区政厅前每周举办3次农贸市场，当地农民出售新鲜农产品。过去这个广场叫最高法院广场，1986年改名为哥伦布广场。

## 亮点

### 都会科技中心
都会科技中心（MetroTech Center）是一个商务和教育中心，它位于傑伊街-都會科技車站上，在富尔顿购物中心以北和繁忙的Tillary街以南。纽约市消防局总部和纽约大学布鲁克林校区位于此处。

### Junior's餐厅
1950年开办的第一家Junior's餐厅的原址。这座建筑一共面积1.7万平方英尺，外貌是红白条纹的食品，上面有彩灯，里面有铜锈色的座位和一个木的酒吧。这个餐厅是老布鲁克林的一个标志，许多政治家曾经来过。2013年贝拉克·奥巴马与纽约市长比爾·白思豪一起来这里并买了糕点。

### 城市焦点
城市焦点（City Point）是纽约市目前最大的商住综合体。
- 内街和沿街商铺：有各种服装店、饰品店，家具店，玩具店，茶饮店和书店等。其中内街定期举办主题小商家集市。

- 大型超市两个：塔吉特（Target）、缺德舅（Trader Joe's）

- 美食广场：迪卡尔布市场大厅（DeKalb Market Hall），目前是纽约市最大规模的美食广场之一，全世界各地的美食云集在此。其中有著名的卡兹熟食店后备店（Katz's Deli Understudy），六点啤酒厂（Sixpoint Brewery），中餐连锁汉唐御厨（Han Dynasty）等。
- 连锁电影院：阿拉莫抓伏特豪斯电影院（Alamo Drafthouse Cinema ）
- 大型服饰商城一个：普利马克（Primark）
- 医疗：纽约大学牙科（NYU Dentistry）
- 体育：十六号场（Court 16）室内网球俱乐部

### 布鲁克林塔
布鲁克林塔（Brooklyn Tower）是一座摩天大厦。建成后它将成为布鲁克林第一座超高建筑，也将成为曼哈顿外纽约最高建筑。

### 卡德曼广场
卡德曼廣場以布鲁克林著名的公理会牧师塞缪尔·帕克斯·卡德曼命名，面积4万平方米，为布魯克林下城提供了绿地，最近由纽约公园局整修翻新。包括卡德曼廣場在内的多个公园组成一个从区政厅到布鲁克林大桥的长廊。在这里也计划建造新公园。

## 大桥广场
大桥广场位于布魯克林下城的东北角。有时这个区域也被缩写为RAMBO，它是“曼哈顿大桥右旋转高桥”的缩写。

## 邮局和邮政编码

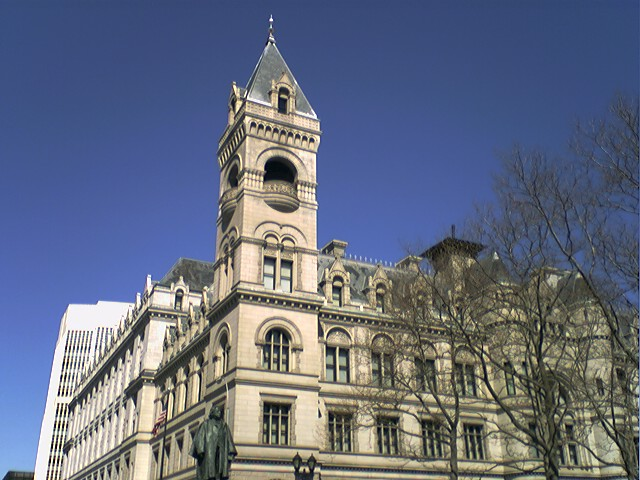
总邮局和联邦办公室建筑

布魯克林下城分两个邮政编码：北部11201，南部11217。美國郵政署在布鲁克林有一总邮局。

## 交通

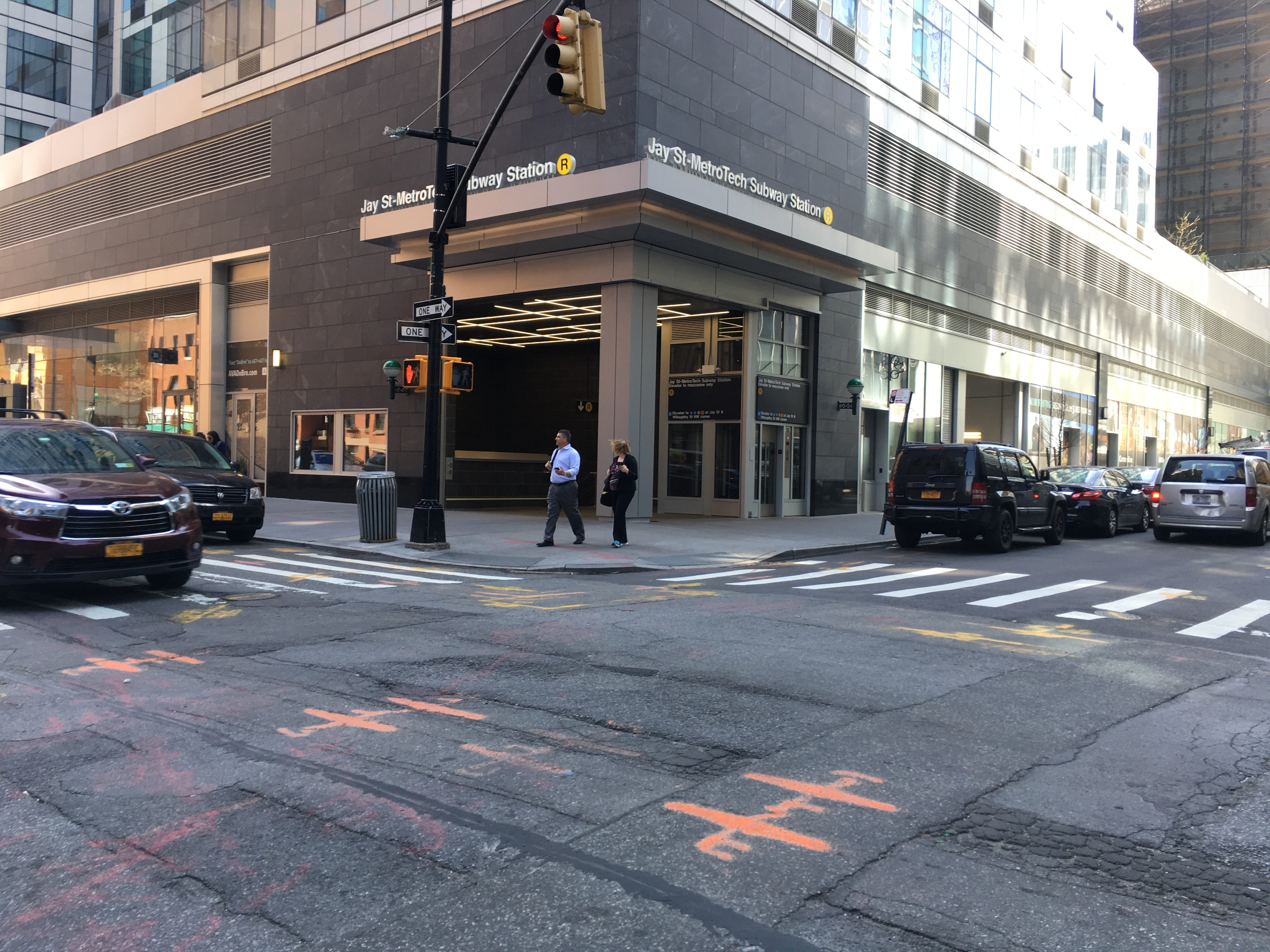
傑伊街-都會科技車站

布魯克林下城与曼哈顿通过布鲁克林大桥和曼哈顿大桥相连。
布魯克林下城有众多公共交通服务，紐約地鐵和许多汽车线路通过这里。除了一条线路外所有通过曼哈顿下城的曼哈顿主干线地铁都通过布魯克林下城。从南向北这些线路是IRT萊辛頓大道線、BMT百老汇线、BMT纳苏街线、IRT百老匯-第七大道線和IND第八大道线。再向北，通过曼哈顿大桥以及IND第六大道線的隧道也有地铁从下东区进入布魯克林下城。
布魯克林下城的主要地铁站有傑伊街-都會科技車站、區公所／法庭街車站、德卡爾布大道車站、霍伊特-歇爾美角街車站、內文斯街車站、大西洋大道-巴克萊中心車站。
2010年12月10日傑伊街-都會科技車站和劳伦斯街-都会科技车站之间的通道完成，两个车站也被彻底翻修，整个大计划共耗资1.3亿美元。连接两个车站的隧道里自动扶梯和走廊，从劳伦斯街有电梯入口。
長島鐵路在布魯克林下城停大西洋站。

## 教育
紐約市教育局负责公费学校的运行。

## 书籍
- . Gibbs Smith. : 2–69. ISBN 978-1-4236-1911-6.